# A-ROSA Flussschiff
A-ROSA Flussschiff GmbH — немецкая судоходная компания в форме GmbH (общества с ограниченной ответственностью) со штаб-квартирой в Ростоке Германия. Все экипажи и обслуживающий персонал десяти судов компании числятся в штате расположенного в городе Кур в Швейцарии дочернего предприятия A-ROSA Reederei GmbH. В 2013 году флот компании пополнится ещё одним комфортабельным речным круизным судном.

## История
Своим происхождением предприятие обязано образованному компаниями Deutsche Seereederei (DSR) и P&O совместному немецко-британскому предприятию Seetours, которое в 2002 году впервые вышло на рынок речных круизов по Дунаю под маркой A'ROSA и с двумя судами A'Rosa Bella и A'Rosa Donna. В 2003 году дунайская флотилия пополнилась судном A-Rosa Mia, а в 2004 году - A-Rosa Riva. В 2005 году ещё два новых судна, A-Rosa Luna и A-Rosa Stella, вышли на французские реки: Рону и Сону. В 2008 году компания решила предложить круизы и по немецким рекам: Рейну, Майну и Мозелю и заказала для этих целей ещё три новых судна на верфи Neptun Werft, которые были поставлены: A-Rosa Aqua в 2009, A-Rosa Viva в 2010 и A-Rosa Brava в 2011 году. В 2011 году возникла идея осуществления круизов одновременно по Рейну и Дунаю, для чего потребовались низкие двухпалубные суда для прохода по каналу Рейн-Майн-Дунай. Новые суда, как и предыдущие, были заказаны на верфи Neptun Werft. В 2012 году было построено и введено в эксплуатацию речное круизное судно A-Rosa Silva, ставшее десятым судном компании A-ROSA Flussschiff. В 2014 году в эксплуатацию будет введено речное круизное судно A-Rosa Flora.

## Флот компании
Суда A-ROSA Flussschiff GmbH ходят под флагом ФРГ, находятся в собственности компании, порт приписки Росток.
| Год постройки | Стр. номер | Фото | Название      | Капитан            | Экипаж | Район эксплуатации | Регистровые номера         | Переименования и статус |
| 2002          | S.501      |      | A-Rosa Bella  | Jozef Lelkes       | 50     | Дунай              | IMO: 9271482 ENI: 04801130 |                         |
| 2002          | S.502      |      | A-Rosa Donna  |                    | 50     | Дунай              | IMO: 9271470 ENI: 04801170 |                         |
| 2003          | S.503      |      | A-Rosa Mia    |                    | 50     | Дунай              | IMO: 8979283 ENI: 04801870 |                         |
| 2004          | S.504      |      | A-Rosa Riva   |                    | 50     | Дунай              | IMO: 8979295 ENI: 04802780 |                         |
| 2005          | S.511      |      | A-Rosa Luna   |                    | 45     | Рона, Сона         | ENI: 04803520              | [ 7 ]                   |
| 2005          | S.512      |      | A-Rosa Stella |                    | 45     | Рона, Сона         | ENI: 04803530              | [ 8 ]                   |
| 2009          | S.514      |      | A-Rosa Aqua   | Michael Hofmann    | 54     | Рейн, Майн, Мозель | IMO: 9524176 ENI: 04807500 |                         |
| 2010          | S.515      |      | A-Rosa Viva   |                    | 50     | Рейн, Майн, Мозель | IMO: 9524188 ENI: 04808020 |                         |
| 2011          | S.516      |      | A-Rosa Brava  | Tim Gorges         | 50     | Рейн, Майн, Мозель | ENI: 04809910              |                         |
| 2012          |            |      | A-Rosa Silva  | Joachim Schlenther | 50     | Рейн, Майн, Дунай  | ENI: 04810230              |                         |